# Mike Riley (amerikaifutball-edző)
Michael Joseph Riley (Wallace, Idaho, 1953. július 6. –) amerikai amerikaifutball-játékos és -edző, 2022-ben a New Jersey Generals vezérigazgatója, 2022–2023-ban vezetőedzője. Az 1970-es években az Alabama Crimson Tide játékosa volt.

## Fiatalkora
Amikor édesapja, Bud Riley az Oregon State Beavers edzője lett, a család Corvallisbe költözött; Riley ott járt 6–8. osztályba és középiskolába.

### Középiskola
A corvallisi középiskola quarterbackje volt, emellett baseballozott és kosárlabdázott. 1969-ben és 1970-ben megnyerték az állami bajnokságot.

### Egyetem
1971-ben érettségizett, majd az Alabama Crimson Tide játékosa lett (édesapja a csapat edzője, nagybátyja játékosa volt). Négy szezonjában tartalékos defensive back volt.

## Edzőként
1975-ben a California Golden Bears, majd 1976-ban, mesterfokozatú tanulmányai alatt a Whitworth Pirates edzőhelyettese volt. Az 1977-es szezont a Linfield Wildcats védőkoordinátoraként és másodedzőjeként töltötte.

### CFL
1983-ban a Winnipeg Blue Bombers edzőhelyettese lett és részt vett az 1984-es bajnokságon. A statisztikák szerint 1987-ben, 33 évesen a CFL legfiatalabb vezetőedzője lett, de Bud Grantet valójában 29 évesen nevezték ki.

### WLAF
1991–1992-ben a WLAF-beli San Antonio Riders vezetőedzője volt; a csapat az 1993-as CFL-be lépést megelőzően megszűnt.

### USC Trojans
1993-ban a USC Trojans támadókoordinátora és defensive backjeinek edzője, később pedig vezetőedző-helyettese lett. A Mesa Tribune 1993-ban a legjobb edzőhelyettesnek választotta; pályafutása alatt Rob Johnson több rekordot is felállított és elismerően nyilatkozott edzői tevékenységéről. 1996-ban távozott.

### Oregon State Beavers
1997-ben az Oregon State Beaversnél Jerry Pettibone utódja lett; első, ötéves szerződése évi 185 ezer dollárról szólt. Első szezonjában 3–8-as eredményt értek el, mivel Riley az NFL-ben kialakított támadóstratégiát próbálta alkalmazni egyetemi játékosoknál. 1998-ban 5–6-os eredményük lett, ami 1971 óta a legjobb, emellett az éves Civil Waron 44–41-re legyőzték az Oregon Duckst. Két szezont követően távozott, de egyesek szerint ő alapozta meg az elkövetkező évek sikereit.
2002-ben Dennis Erickson távozását követően újra a Beavers vezetőedzője lett; új szerződése évi 625 ezer dollárról szólt, ami a hetedik szezonban 950 ezer dollárra emelkedik. 2003-ban és 2004-ben megnyerték a bowlmérkőzést, 2006-ban és 2007-ben pedig nyertes szezont zártak. 2008-ban a Ducks elleni vereség miatt nem jutottak ki a Rose Bowlra, hanem a Sun Bowlon vettek részt, amit megnyertek. A 2009-es bowlon kikaptak.
2009-ben a USC Trojans vezetőedzői címének várományosa volt, de szerződését a Beavers 2019-ig meghosszabbította.
2012-ben elérte 75. győzelmét, ezzel ő lett a Beavers legeredményesebb amerikaifutball-vezetőedzője.

### NFL
1999 januárjában öt évre évi 750 ezer dolláros fizetésért a San Diego Chargers szerződtette. A 2000-es volt a legrosszabb szezonjuk és a 2001-es is vesztes volt, így Rileyt kirúgták. 2002-ben a New Orleans Saints munkatársa volt, majd 2002 decemberében az Alabama Crimson Tide állást ajánlott neki. Egy időben a UCLA Bruins edzőhelyettesi pozíciójának várományosa volt.

### Nebraska Cornhuskers
2014. december 4-én a Nebraska Cornhuskers vezetőedzőjévé nevezték ki. Első szezonja 2007 óta a csapat első vesztes éve volt; viszont a tanulmányi átlagok és az alkalmas csapatok hiánya miatt így is kijutottak a bowlmérkőzésre, ahol legyőzték a UCLA Bruinst. A következő szezonjuk nyertes volt és az AP Poll hetedik helyezését érték el, majd a következő 1961 óta a legrosszabb évük volt; ezután Riley-t kirúgták.

### Az Oregon State Beavers után
2017. december 7-én vezetőedző-helyettesként és tanácsadóként újra a Beavers, majd 2018 júniusában a San Antonio Commanders vezetőedzője lett. 2019. június 6-án a Seattle Dragons támadókoordinátorává és a quarterbackek edzőjévé nevezték ki; személyes okokból az első három mérkőzésről távol maradt.
2022. január 6-án a New Jersey Generals vezérigazgatója és vezetőedzője lett; a csapat a USFL és a UFL összeolvadásakor megszűnt.

## Eredményei vezetőedzőként

### Egyetemi
| Év                                           | Eredmény                                     | Eredmény                                     | Helyezés                                     | Továbbjutás                                  | Rangsor                                      | Rangsor                                      |
| Év                                           | Összesített                                  | Konferencia                                  | Helyezés                                     | Továbbjutás                                  | Coaches                                      | AP                                           |
| Oregon State Beavers (Pacific-10 Conference) | Oregon State Beavers (Pacific-10 Conference) | Oregon State Beavers (Pacific-10 Conference) | Oregon State Beavers (Pacific-10 Conference) | Oregon State Beavers (Pacific-10 Conference) | Oregon State Beavers (Pacific-10 Conference) | Oregon State Beavers (Pacific-10 Conference) |
| -------------------------------------------- | -------------------------------------------- | -------------------------------------------- | -------------------------------------------- | -------------------------------------------- | -------------------------------------------- | -------------------------------------------- |
| 1997                                         | 3–8                                          | 0–8                                          | 10.                                          | –                                            | –                                            | –                                            |
| 1998                                         | 5–6                                          | 2–6                                          | T-8.                                         | –                                            | –                                            | –                                            |
| Oregon State Beavers (Pac-12 Conference)     |                                              |                                              |                                              |                                              |                                              |                                              |
| 2003                                         | 8–5                                          | 4–4                                          | T-4.                                         | Las Vegas Bowl                               | –                                            | –                                            |
| 2004                                         | 7–5                                          | 5–3                                          | T-3.                                         | Insight Bowl                                 | –                                            | –                                            |
| 2005                                         | 5–6                                          | 3–5                                          | 7.                                           | –                                            | –                                            | –                                            |
| 2006                                         | 10–4                                         | 6–3                                          | 3.                                           | Sun Bowl                                     | 22                                           | 21                                           |
| 2007                                         | 9–4                                          | 6–3                                          | 3.                                           | Emerald Bowl                                 | –                                            | 25                                           |
| 2008                                         | 9–4                                          | 7–2                                          | T-2.                                         | Sun Bowl                                     | 19                                           | 18                                           |
| 2009                                         | 8–5                                          | 6–3                                          | T-2.                                         | Las Vegas Bowl                               | –                                            | –                                            |
| 2010                                         | 5–7                                          | 4–5                                          | T-5.                                         | –                                            | –                                            | –                                            |
| 2011                                         | 3–9                                          | 3–6                                          | 5.                                           | –                                            | –                                            | –                                            |
| 2012                                         | 9–4                                          | 6–3                                          | 3.                                           | Alamo Bowl                                   | 19                                           | 20                                           |
| 2013                                         | 7–6                                          | 4–5                                          | T-4.                                         | Hawaii Bowl                                  | –                                            | –                                            |
| 2014                                         | 5–7                                          | 2–7                                          | T-5.                                         | –                                            | –                                            |                                              |
| Oregon State:                                | 93–80                                        | 58–63                                        | –                                            | –                                            | –                                            | –                                            |
| Nebraska Cornhuskers (Big Ten Conference)    |                                              |                                              |                                              |                                              |                                              |                                              |
| 2015                                         | 6–7                                          | 3–5                                          | 4.                                           | Foster Farms Bowl                            | –                                            | –                                            |
| 2016                                         | 9–4                                          | 6–3                                          | T-2.                                         | Music City Bowl                              | –                                            | –                                            |
| 2017                                         | 4–8                                          | 3–6                                          | 5.                                           | –                                            | –                                            | –                                            |
| Nebraska:                                    | 19–19                                        | 12–14                                        | –                                            | –                                            | –                                            | –                                            |
| Összesen:                                    | 112–99                                       | –                                            | –                                            | –                                            | –                                            | –                                            |

### Profi

#### CFL
| Csapat                | Év        | Szezon | Szezon | Szezon | Szezon        | Rájátszás | Rájátszás | Rájátszás              |
| Csapat                | Év        | GY     | V      | %      | Helyezés      | GY        | V         | Eredmény               |
| --------------------- | --------- | ------ | ------ | ------ | ------------- | --------- | --------- | ---------------------- |
| Winnipeg Blue Bombers | 1987      | 12     | 6      | .667   | 1.            | 0         | 1         | Kikapott               |
| Winnipeg Blue Bombers | 1988      | 9      | 9      | .500   | 2.            | 3         | 0         | Megnyerte a Grey-kupát |
| Winnipeg Blue Bombers | 1989      | 7      | 11     | .389   | 3.            | 1         | 1         | Kikapott               |
| Winnipeg Blue Bombers | 1990      | 12     | 6      | .667   | 1.            | 2         | 0         | Megnyerte a Grey-kupát |
| Összesen:             | Összesen: | 40     | 32     | .556   | 2 bajnoki cím | 6         | 2         | 2 kupagyőzelem         |

#### WLAF
| Csapat             | Év        | GY | V | %                                  | Helyezés                           |
| ------------------ | --------- | -- | - | ---------------------------------- | ---------------------------------- |
| San Antonio Riders | 1991      | 4  | 6 | .400                               | 2.                                 |
| San Antonio Riders | 1992      | 7  | 3 | .700                               | 3.                                 |
| San Antonio Riders | 1993      | 0  | 0 | A csapat a szezon előtt felbomlott | A csapat a szezon előtt felbomlott |
| Összesen:          | Összesen: | 11 | 9 | .550                               | –                                  |

#### NFL
| Csapat             | Év        | GY | V  | %    | Helyezés |
| ------------------ | --------- | -- | -- | ---- | -------- |
| San Diego Chargers | 1999      | 8  | 8  | .500 | 3.       |
| San Diego Chargers | 2000      | 1  | 15 | .063 | 5.       |
| San Diego Chargers | 2001      | 5  | 11 | .313 | 5.       |
| Összesen:          | Összesen: | 14 | 34 | .292 | –        |

#### AAF
| Csapat                 | Év   | GY | V | % | Helyezés |
| ---------------------- | ---- | -- | - | - | -------- |
| San Antonio Commanders | 2019 | 5  | 3 | 0 | .625     |

#### USFL
| Csapat              | Év        | Szezon | Szezon | Szezon | Szezon   | Rájátszás | Rájátszás | Rájátszás |
| Csapat              | Év        | GY     | V      | %      | Helyezés | GY        | V         | Eredmény  |
| ------------------- | --------- | ------ | ------ | ------ | -------- | --------- | --------- | --------- |
| New Jersey Generals | 2022      | 9      | 1      | .900   | 1.       | 0         | 1         | Kikapott  |
| New Jersey Generals | 2023      | 3      | 7      | .300   | 4.       | –         | –         | –         |
| Összesen:           | Összesen: | 12     | 8      | .647   | –        | –         | –         | –         |

## Fordítás
- Ez a szócikk részben vagy egészben  a   Mike Riley (American football) című angol Wikipédia-szócikk ezen változatának fordításán alapul.  Az eredeti cikk szerkesztőit annak laptörténete sorolja fel. Ez a jelzés csupán a megfogalmazás eredetét és a szerzői jogokat jelzi, nem szolgál a cikkben szereplő információk forrásmegjelöléseként.